# De Bijenkorf (warenhuis)
De Bijenkorf is een luxe warenhuisketen met zeven vestigingen in Nederland in 2024. Het bedrijf werd opgericht in 1870 en groeide uit van een kleine fourniturenwinkel in Amsterdam tot een landelijke warenhuisketen. De Bijenkorf verkoopt met name kleding, modeaccessoires, cosmetica en parfum; in de grotere warenhuizen ook meubels en woonaccessoires, sport- en reisartikelen, kookartikelen en boeken. Ook hebben de warenhuizen een gebakafdeling en een of meerdere horecagelegenheden. Het bedrijf is sinds 2022 eigendom van de Thaise Central Group en het Oostenrijkse Signa.

## Geschiedenis

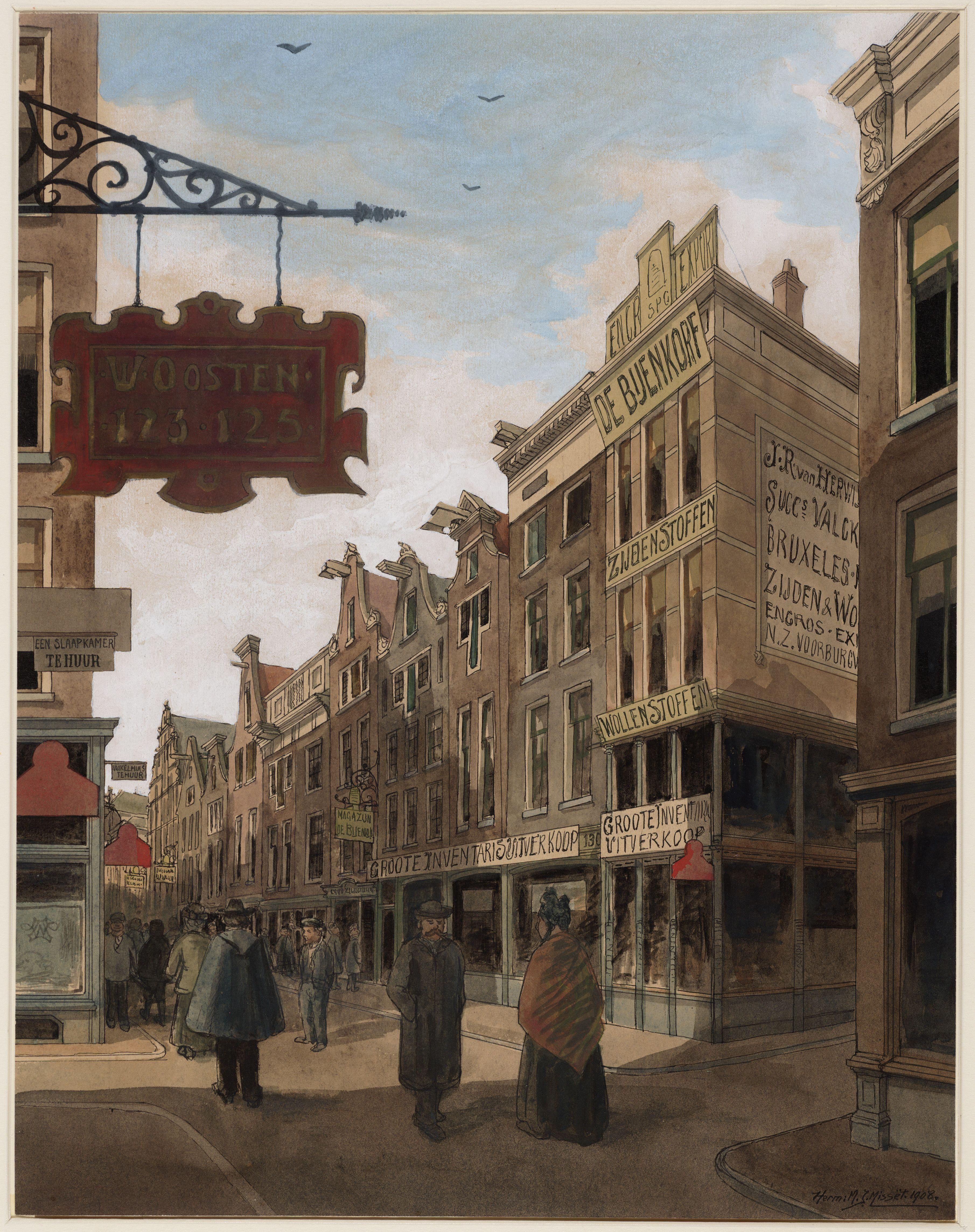
De oorspronkelijke vestiging op de Nieuwendijk 132 uitgebreid met diverse panden in 1909

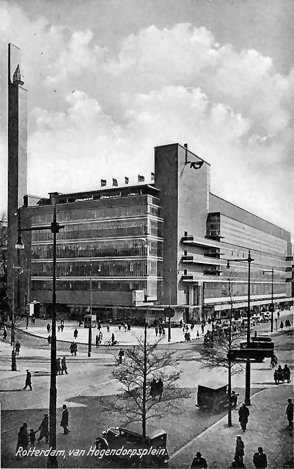
De Bijenkorf Rotterdam, Willem Dudok, architect, 1930 geopend, 1940 bij het bombardement van Rotterdam zwaar beschadigd, later gesloopt

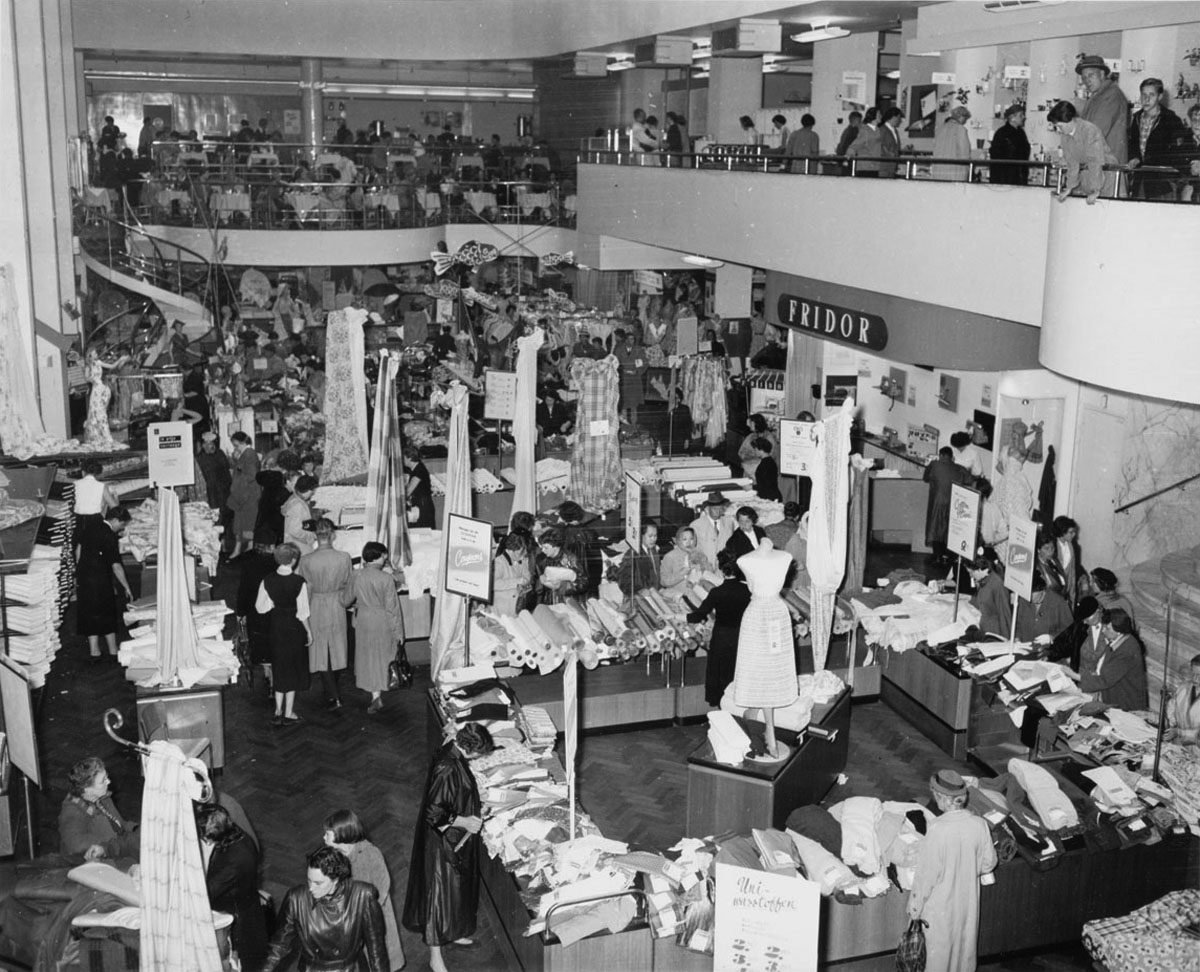
Stoffenafdeling in het Amsterdamse filiaal in 1955.

De Bijenkorf werd in 1870 opgericht en op 23 maart van dat jaar ingeschreven bij de Kamer van Koophandel, door de Joods-Amsterdamse koopman Simon Philip Goudsmit (1845-1889). De oorspronkelijke fourniturenwinkel van Goudsmit was gevestigd op het adres Nieuwendijk 132. Het assortiment bestond aanvankelijk alleen uit garen en band, maar werd geleidelijk uitgebreid. Toch bleef het in de eerste twintig jaar een relatief kleine winkel met vier man personeel. Na de dood van Goudsmit in 1889 nam zijn neef Arthur Isaac de leiding over en bouwde met de weduwe Goudsmit de zaak verder uit. Ook haar zoon Alfred Goudsmit kwam in de zaak, toen hij daarvoor oud genoeg was. Zij breidden het assortiment sterk uit en vergrootten de zaak door aankoop van naastgelegen panden.
In 1909 besloot men de losse panden door nieuwbouw ter plekke te vervangen. In 1912 werd een houten noodgebouw op het braakliggende terrein van de vroegere Beurs van Zocher aan het Damrak betrokken, aanvankelijk met de bedoeling na oplevering van het nieuwe pand terug te keren naar de Nieuwendijk. Omdat de zaken zich aan het Damrak bijzonder gunstig ontwikkelden, werd besloten op deze locatie te blijven. De fourniturenwinkel werd omgezet in een warenhuis, mede omdat dit gunstiger was om de financiering met de hypotheekbanken rond te krijgen. Door de schaarste van bouwmaterialen tijdens de Eerste Wereldoorlog liep de bouw enige vertraging op, waardoor het warenhuis pas in 1915 geopend kon worden. Het pand is later diverse malen verbouwd en uitgebreid.

### Filialen en HEMA
Op 1926 werd het filiaal in Den Haag geopend, waarvoor in 1923 een bouwterrein aan de Grote Marktstraat was aangekocht. Eveneens in 1926 richtten de stichters de HEMA op, die bedoeld was voor financieel minder bedeelden. Dit bedrijf was aanvankelijk in de Kalverstraat in Amsterdam gevestigd. De HEMA groeide de eerste jaren voorspoedig, mede doordat gebruik gemaakt kon worden van de kennis van de Bijenkorf-inkopers. In 1930 werd de Bijenkorf lid van de Internationale Warenhuisvereniging (waar onder andere Le Printemps in Parijs en Harrods in Londen lid van waren).
In 1930 werd het filiaal in Rotterdam van architect Willem Dudok aan de Schiedamsesingel geopend. Het gebouw raakte bij het bombardement van Rotterdam in mei 1940 zwaar beschadigd. Omdat de gemeente Rotterdam ter plaatse een "venster op de rivier" wenste, werd na de oorlog tot nieuwbouw elders besloten. In 1957 werd de nieuwe Bijenkorf aan de Coolsingel geopend, waarna het pand aan de Schiedamse Singel werd gesloopt.
Tijdens de Tweede Wereldoorlog moest de Bijenkorf als Joods bedrijf op last van de bezetter overgedragen worden aan niet-Joodse vertrouwelingen, waardoor de drie filialen konden blijven doorfunctioneren.

### Na de Tweede Wereldoorlog
In 1949 organiseerde de Amsterdamse Bijenkorf in de week voorafgaand aan de Boekenweek voor het eerst de Schrijversmarkt, tegenwoordig Feest der Letteren genoemd, waarbij schrijvers signeren en interviews afnemen. In 1966 werd Koninklijke Bijenkorf Beheer opgericht waarbinnen aanvankelijk de Bijenkorf en HEMA vielen, maar dat later werd uitgebreid met meerdere ketens. Bij het 100-jarig bestaan van de Bijenkorf in 1970 verkreeg Bijenkorf Beheer het predicaat Koninklijk.
Tijdens de economische crisis in 1984 startte de Bijenkorf de verkoopcampagne Drie Dwaze Dagen. Gedurende drie dagen werden veel speciaal ingekochte merkproducten goedkoop aangeboden en vonden er in de filialen allerlei activiteiten plaats. Het leidde jaarlijks tot lange rijen voor de deur en soms chaotische taferelen in de winkels. In 2001 lanceerde de Bijenkorf zijn eerste webwinkel.

### Eigenaren
In 1966 werd Bijenkorf Beheer eigenaar van de warenhuizen. Deze holding fuseerde in 1999 met Vroom en Dreesmann tot Vendex KBB. In 2004 werd dat concern overgenomen door het Amerikaanse Kohlberg Kravis Roberts & Co. en het Nederlandse AlpInvest Partners. In 2005 werd de webwinkel uit 2001 weer opgeheven. In 2009 ging de nieuwe de Bijenkorf webwinkel van start.
Eind 2010 werkten in totaal ongeveer 4100 mensen bij het concern. Het bedrijf bestond toen uit twaalf warenhuizen. De grootste vestigingen bevonden zich in Amsterdam, Den Haag en Rotterdam. Middelgrote filialen waren er in Amstelveen, Arnhem, Eindhoven, Enschede, Maastricht en Utrecht. In 's-Hertogenbosch, Breda en Groningen bevonden zich kleinere modewinkels. In 2011 ging de winkelketen deel uitmaken van de Britse Selfridges Group Limited, dit moederbedrijf kwam in 2022 in handen kwam van Group/Signa, een Thais/Oostenrijkse onderneming met onder meer een warenhuistak.

### Sanering
De overname in 2011 betekende een koersomslag met grote gevolgen, waardoor een aantal winkels niet langer bij die doelstelling paste. In de jaren daarna werden vijf daarvan gesloten en besloot het bedrijf zich weer sterker te richten op het hogere marktsegment. In 2013 werden de filialen in Arnhem en Enschede afgestoten en in 2016 volgde de sluiting van de kledingwinkels in Groningen, Breda en Den Bosch. In 2015 startte de Bijenkorf een Belgische versie van de webwinkel. In 2016 kwam ook een einde aan de Drie Dwaze Dagen campagne, omdat dit niet langer paste bij het premium experience concept van het vernieuwde warenhuis.
De Bijenkorf richt zich nog uitsluitend op het hogere marktsegment, waarvoor de zeven overgebleven filialen ingrijpend verbouwd en heringericht zijn. In 2019 werd ook een Duitse webwinkel geopend en in 2020 volgde Frankrijk. Deze winkels werden begin 2023 weer gesloten. Vanaf het najaar 2022 tot medio maart 2023 hielden medewerkers, gesteund door de vakbond FNV, al minstens 16 stakingsacties. Zij eisen hogere lonen en een betere loondoorgroei.

## Vestigingen
| Stad                   | Formaat            | Geopend   | Gesloten   | Huidige functie gebouw |
| ---------------------- | ------------------ | --------- | ---------- | ---------------------- |
| Amsterdam              | Compleet warenhuis | 1870      | in bedrijf | in bedrijf             |
| Den Haag               | Compleet warenhuis | 1926      | in bedrijf | in bedrijf             |
| Rotterdam              | Compleet warenhuis | 1930      | in bedrijf | in bedrijf             |
| Eindhoven              | Compleet warenhuis | 1969      | in bedrijf | in bedrijf             |
| Utrecht                | Compleet warenhuis | 1977/87   | in bedrijf | in bedrijf             |
| Amstelveen             | Compleet warenhuis | 1998      | in bedrijf | in bedrijf             |
| Maastricht             | Compleet warenhuis | 2003      | in bedrijf | in bedrijf             |
| Arnhem                 | Compleet warenhuis | 1975      | 2013       | Nu vestiging Primark   |
| Enschede               | Compleet warenhuis | 2002      | 2013       | Nu Primark             |
| Breda                  | Modewarenhuis      | 2001      | 2016       | Nu Zara                |
| Groningen              | Modewarenhuis      | 2001      | 2016       | Nu Zara                |
| 's-Hertogenbosch       | Modewarenhuis      | 2001      | 2016       | Nu The Sting           |
| Arnhem                 | Bijenkorf Wonen    |           | gesloten   |                        |
| Utrecht                | Bijenkorf Wonen    | 1977      | 1987       |                        |
| Haarlem                | Bijenkorf Wonen    | 1986      | gesloten   |                        |
| Venlo                  | Outlet             | 2005      | 2008       |                        |
| Lelystad, Batavia Stad | Outlet             | voor 2006 | gesloten   |                        |

- De vestigingen in Breda, Groningen en 's-Hertogenbosch waren gespecialiseerd in mode.
- De logistieke activiteiten worden sinds 2018 uitgevoerd door Ingram Micro in Waalwijk/Tilburg.
- Het Distributiecentrum Woerden (De Bijenkorf) was operationeel van 1973 - 2018. De activiteiten werden verplaatst naar Noord-Brabant.[12]

### In bedrijf zijnde winkels
Het bedrijf telt anno 2023 vestigingen in de volgende steden:

#### Amsterdam

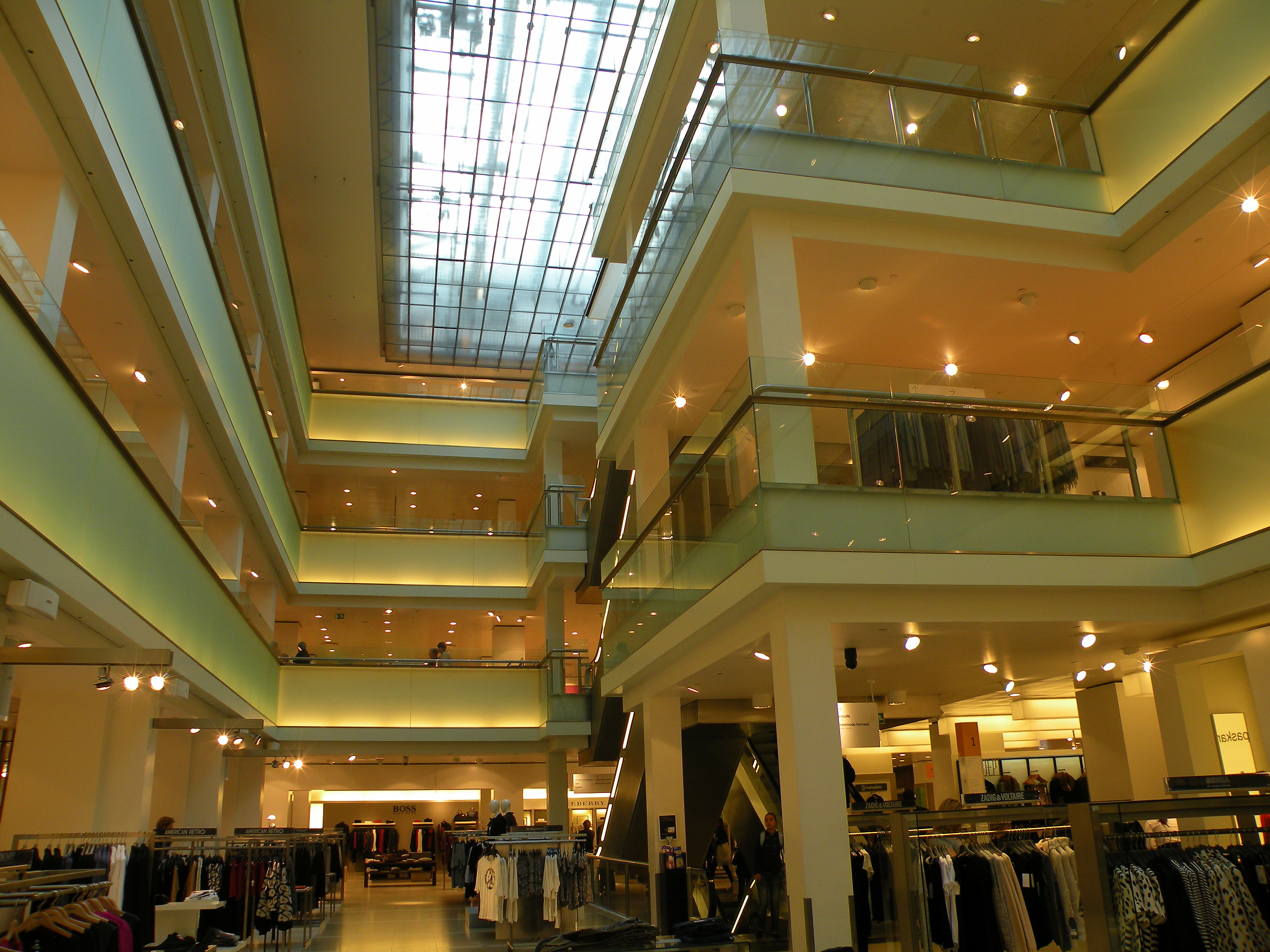
Interieur Bijenkorf Amsterdam, 2011

De Bijenkorf in Amsterdam staat aan de Dam, het Damrak, het Beursplein en de Warmoesstraat. Het ontwerp is van de architecten J.A. van Straaten en B.A. Lubbers; de realisatie vond plaats tussen 1912 en 1915. Het gebouw, sinds 2001 een rijksmonument, is gebouwd in een historiserende stijl, onder andere refererend aan het schuin tegenoverliggende Paleis op de Dam.
De Amsterdamse Bijenkorf is met ruim 20.000 m² de grootste en meest luxueuze vestiging van de warenhuisketen. In 2008 werd de vijfde etage geopend met onder andere het restaurant Bijenkorf Kitchen. In 2016 heropende de 4300 m² grote parterre, die volgens het store in store concept is verbouwd en heringericht. Hiervoor werden onder andere de ingangen vergroot, de etalages transparanter gemaakt en de accessoireafdeling uitgebreid met diverse merkenshops van onder andere Louis Vuitton, Hermès, Gucci, Céline, Prada en Michael Kors. Later dat jaar werden ook de heren- (1e etage) en damesafdeling (2e en 3e etage) volgens hetzelfde principe heringericht. In 2017 werden de openingstijden verruimd, waardoor de winkel dagelijks tot 21 uur geopend is.

#### Den Haag

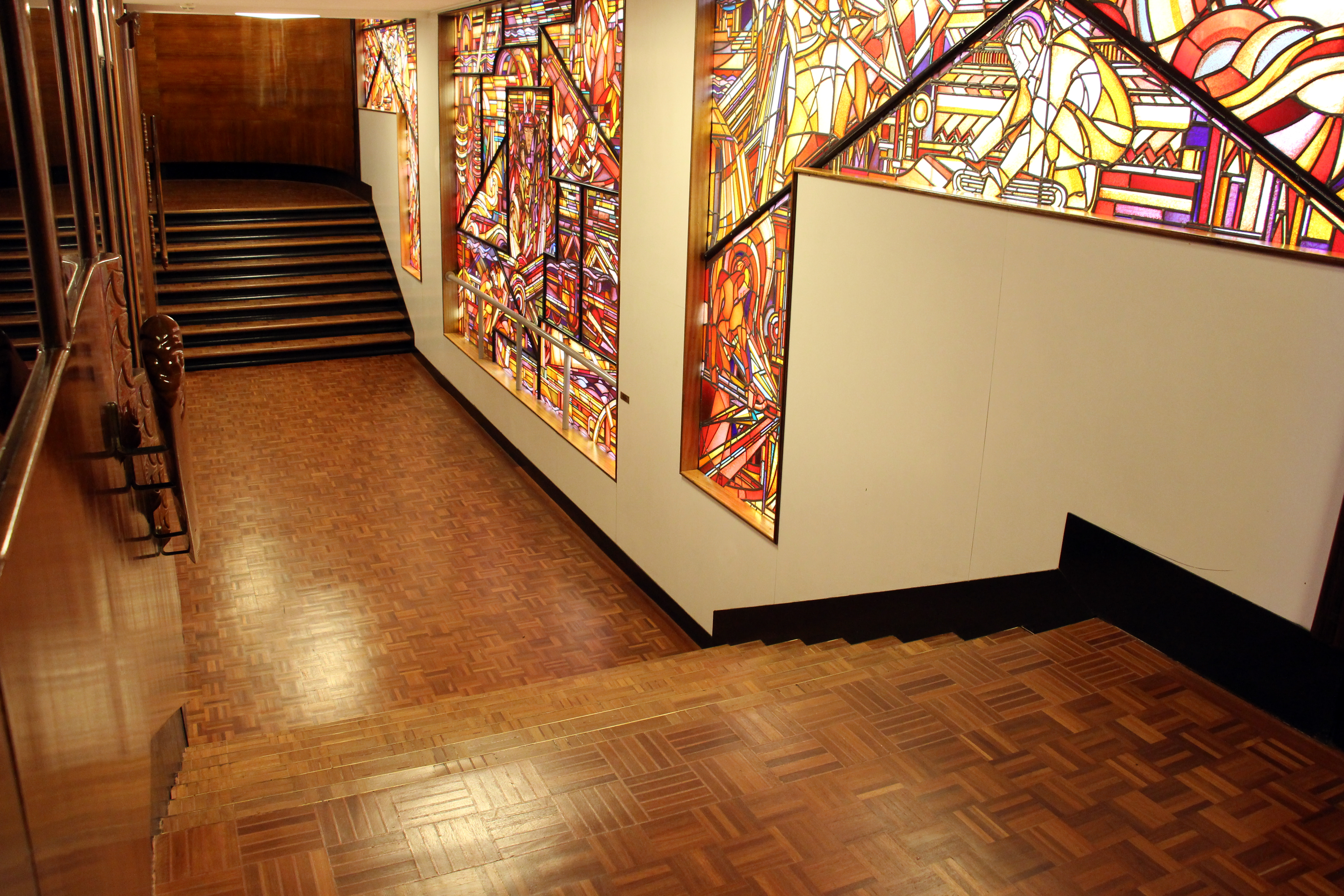
Bijenkorf Den Haag: trappenhuis met glas-in-loodramen

De Bijenkorf in Den Haag is gevestigd in een gebouw aan de Wagenstraat en de Grote Marktstraat, naar een ontwerp van de architect Piet Kramer. Het is een van de laatste gebouwen met alle stijlkenmerken van de Amsterdamse School, gebouwd met een frame van gewapend beton en plastische baksteenvormen. Het trappenhuis, gemaakt van gebeeldhouwd tropisch hout met art-decovormen, is voorzien van glas-in-loodramen waarvoor onder meer Pieter Hofman tekende, en van beeldhouwwerk van onder anderen Hildo Krop en John Rädecker. Ook bevat het de eerste roltrap van Nederland.
Het pand werd in 1926 opgeleverd en is in 1962 en 1997 gerenoveerd. Veel van de renovaties uit 1962, die toen als modern en onontbeerlijk golden, zijn tijdens de grote verbouwing in de jaren 90 weer teruggedraaid. Zo is bijvoorbeeld de lichthal in een meer eigentijdse vorm teruggekomen (overigens zonder vide).

#### Rotterdam

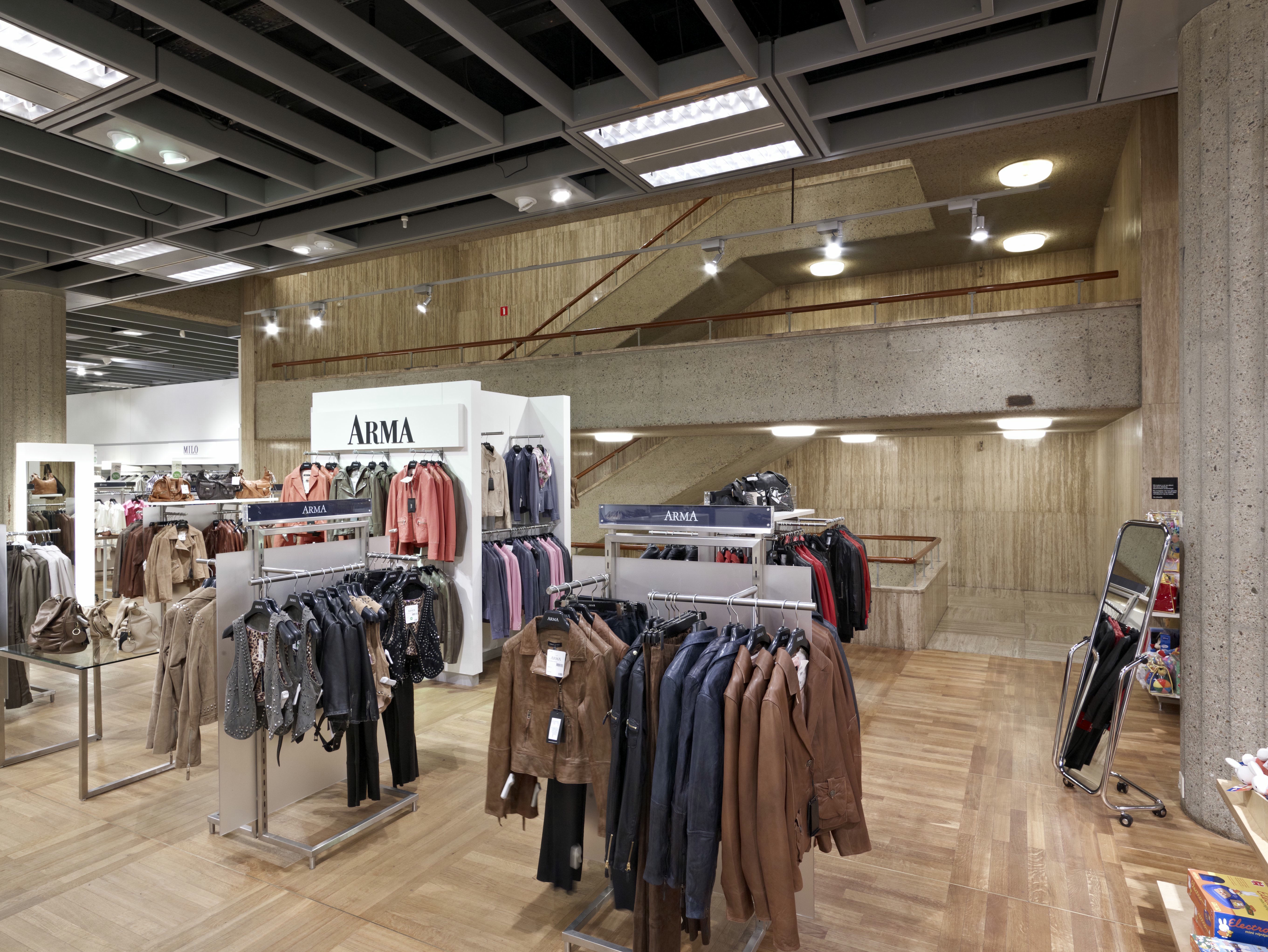
Interieur Bijenkorf Rotterdam, 2009

Het voorgaande gebouw van de Rotterdamse Bijenkorf werd in 1930 geopend en stond aan het toenmalige Van Hogendorpplein en de Schiedamsesingel, op de plek van het huidige Churchillplein, ter hoogte van het Schielandshuis. Het was ontworpen door architect Willem Dudok. De grondwerkzaamheden begonnen in 1929 en de eerste paal werd geslagen op 13 juni van dat jaar. De opening op 16 oktober 1930 was een gebeurtenis waar 70.000 mensen op afkwamen. De Bijenkorf van Dudok was voor de oorlog het eerste gebouw in Rotterdam dat de beschikking had over roltrappen en een elektrische vloermat voor het automatisch vegen van schoenzolen. Tijdens het bombardement van 14 mei 1940 werd het gebouw voor twee derde deel verwoest.
Het huidige gebouw dateert uit 1956 en is een symbool van de wederopbouw van de stad Rotterdam. Het verrees een stuk verderop aan de Coolsingel en werd ontworpen door de Hongaars-Amerikaanse architect Marcel Breuer (1902–1981), in samenwerking met de Nederlandse architect Abraham Elzas (1907-1995), die destijds de vaste architect van het Bijenkorfconcern was.

#### Eindhoven
De Bijenkorf in Eindhoven staat aan het 18 Septemberplein, naast het Piazza, in een gebouw dat is ontworpen door Gio Ponti. Het dateert uit 1969 en bestaat uit een bouwblok met gevels afgewerkt met geglazuurde donkergroene tegels voor de verkoopruimte, en een grijs betegeld blok waarin de nevenruimtes liggen. De gevel is extra hoog opgetrokken ten behoeve van eventuele uitbreiding, waardoor het uiterlijk niet aangetast zou worden. Het warenhuis telt vier verdiepingen en biedt het volledige assortiment van de keten.

#### Utrecht

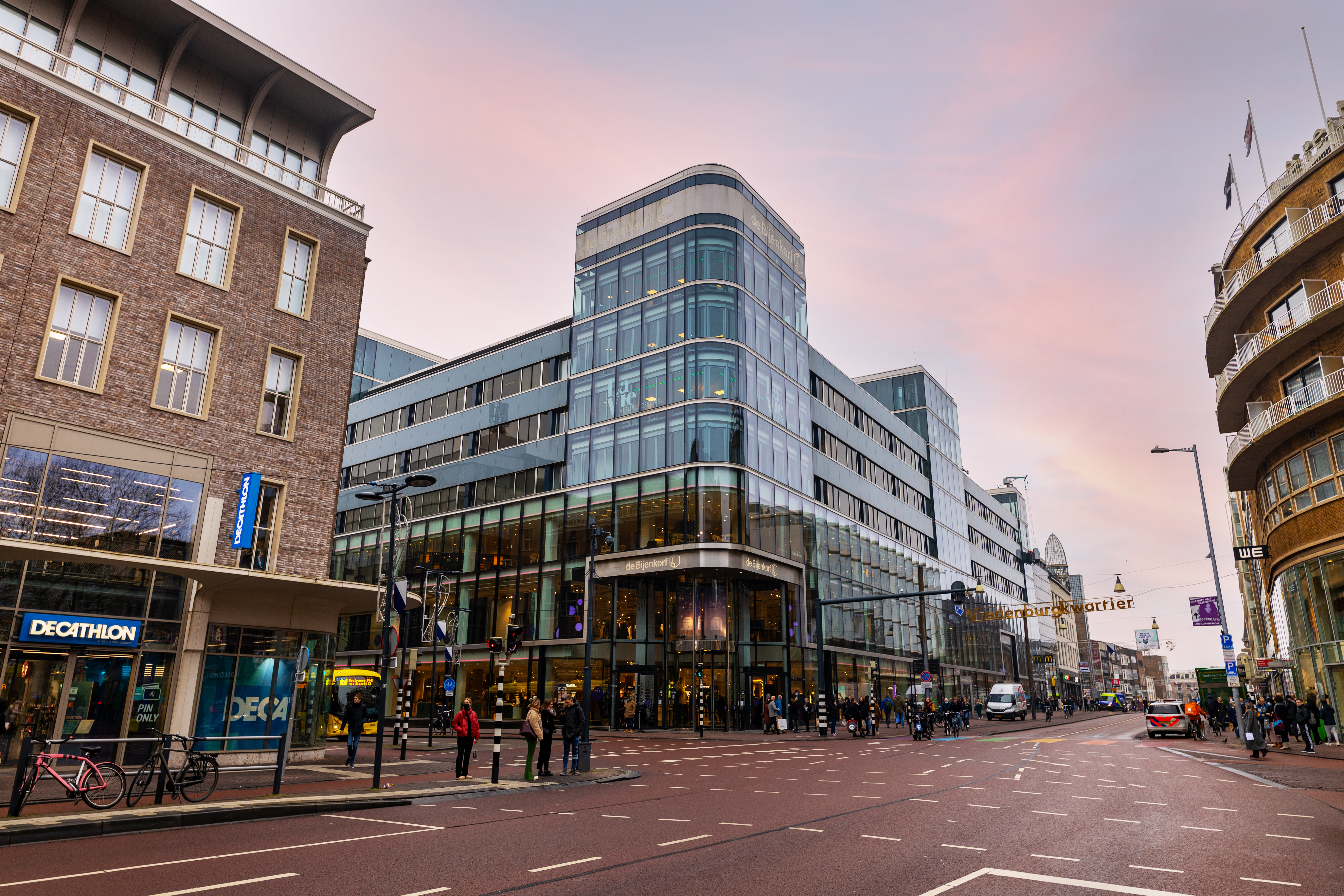
De Bijenkorf in Utrecht

In de jaren 1970 bestonden er vergevorderde plannen om in Utrecht een Bijenkorf te bouwen. Omdat er twijfel was over de haalbaarheid van een Utrechts filiaal, werd in 1977 een bescheiden Bijenkorf Wonen geopend met alleen woonaccessoires. Aangezien deze winkel goed liep, werd tien jaar later besloten het filiaal alsnog om te zetten in een volwaardige Bijenkorf, als onderdeel van het nieuwe winkelcentrum La Vie aan de Lange Viestraat. In 1999 werd het warenhuis uitgebreid en gemoderniseerd. Het telde daarna (inclusief de kelder en de begane grond) drie volledige verdiepingen en bood het volledige assortiment van de keten. In 2015-17 werd de winkel opnieuw fors uitgebreid van 9000 m² naar 15000 m², onder meer door de bouw van een extra etage, waardoor de Utrechtse Bijenkorf tot de grotere behoort. De winkel is heringericht volgens de store in store en premium experience concepten, met onder andere diverse designershops.

#### Amstelveen
In 1998 werd een Bijenkorffiliaal geopend in het vernieuwde winkelcentrum Stadshart Amstelveen. Hier werd geëxperimenteerd met diverse nieuwe concepten. Zo was er in het restaurant La Ruche bediening en is er op de cosmetica-afdeling juist zelfbediening. Het warenhuis telt drie verdiepingen met een beperkt assortiment (voornamelijk mode, accessoires, cosmetica en cadeauartikelen).

#### Maastricht
Het filiaal in Maastricht uit 2003 is het meest recent geopend. Naar verluidt was de Bijenkorf al langer op zoek naar een geschikte locatie in deze stad. Nadat het winkelcentrum Mosae Forum enige tijd als mogelijke vestigingsplaats was overwogen, werd in 2001 gekozen voor de locatie van het voormalige warenhuis Grand Bazar. Dit pand was vanaf 1972 onderdeel geweest van Vroom & Dreesmann Maastricht, destijds de grootste V&D van Zuid-Nederland. Het gebouw werd gesplitst. V&D trok zich terug in het gebouwdeel aan de Grote Staat en Vijfharingenstraat; De Bijenkorf kreeg de beschikking over het bouwdeel aan de Kleine Staat, Kersenmarkt en Achter het Vleeshuis. In 2002 vond onder leiding van rijksbouwmeester Kees Rijnboutt de verbouwing plaats, waarbij de glazen pui aan de Kleine Staat de herinnering oproept aan de in 1970 gesloopte art-nouveaupui van de Grand Bazar. De inrichting is ook hier van Merkx + Girod. Het warenhuis telt vier verdiepingen en behoort met circa 7500 m² tot de kleinere filialen met een beperkt assortiment (voornamelijk mode, accessoires, cosmetica en cadeauartikelen).

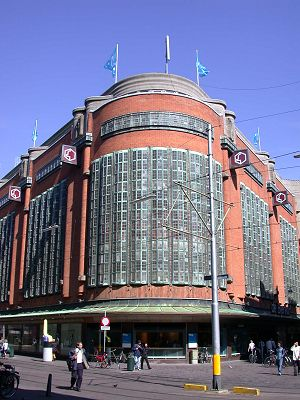
De Bijenkorf in Den Haag
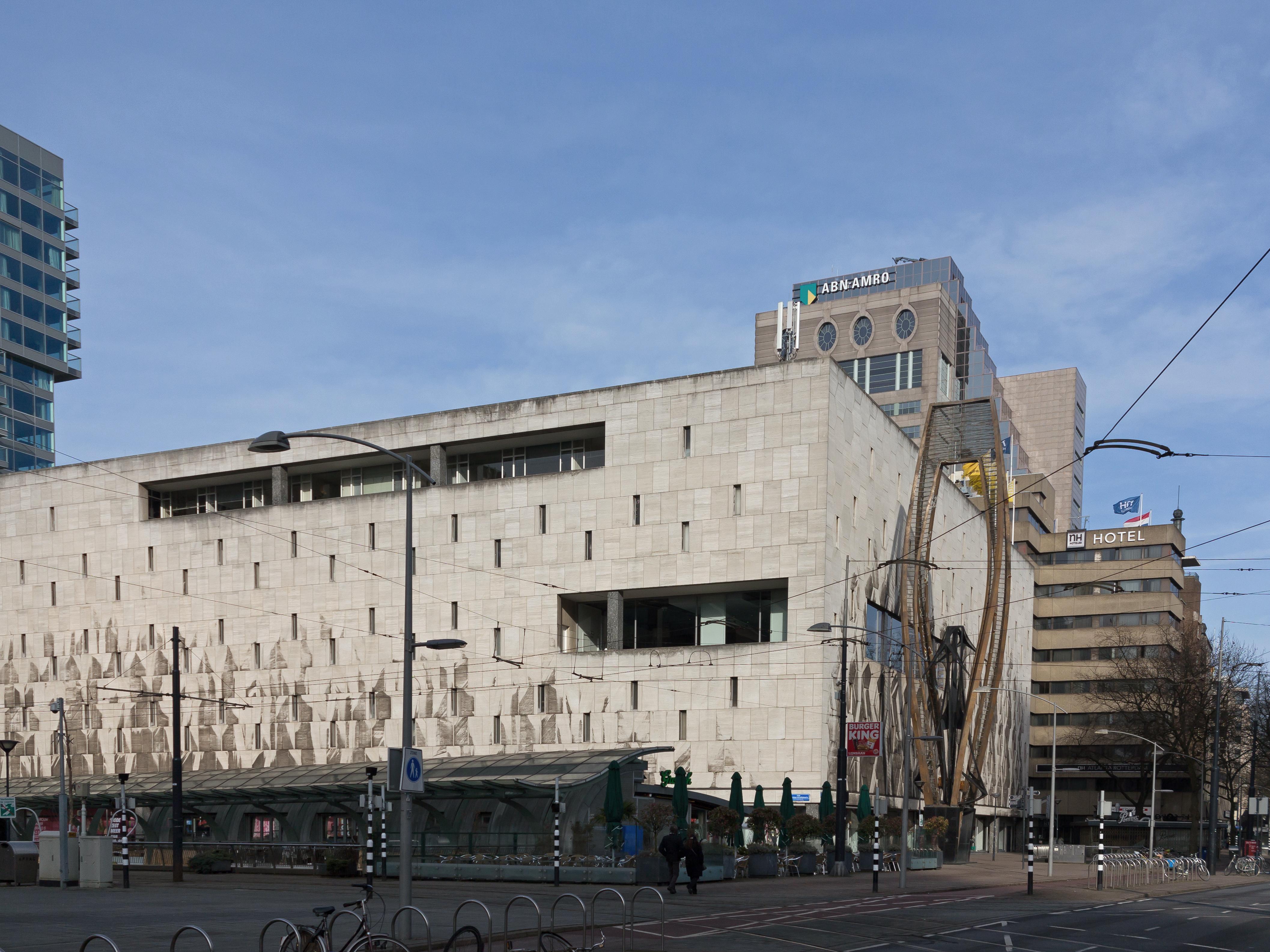
De Bijenkorf in Rotterdam
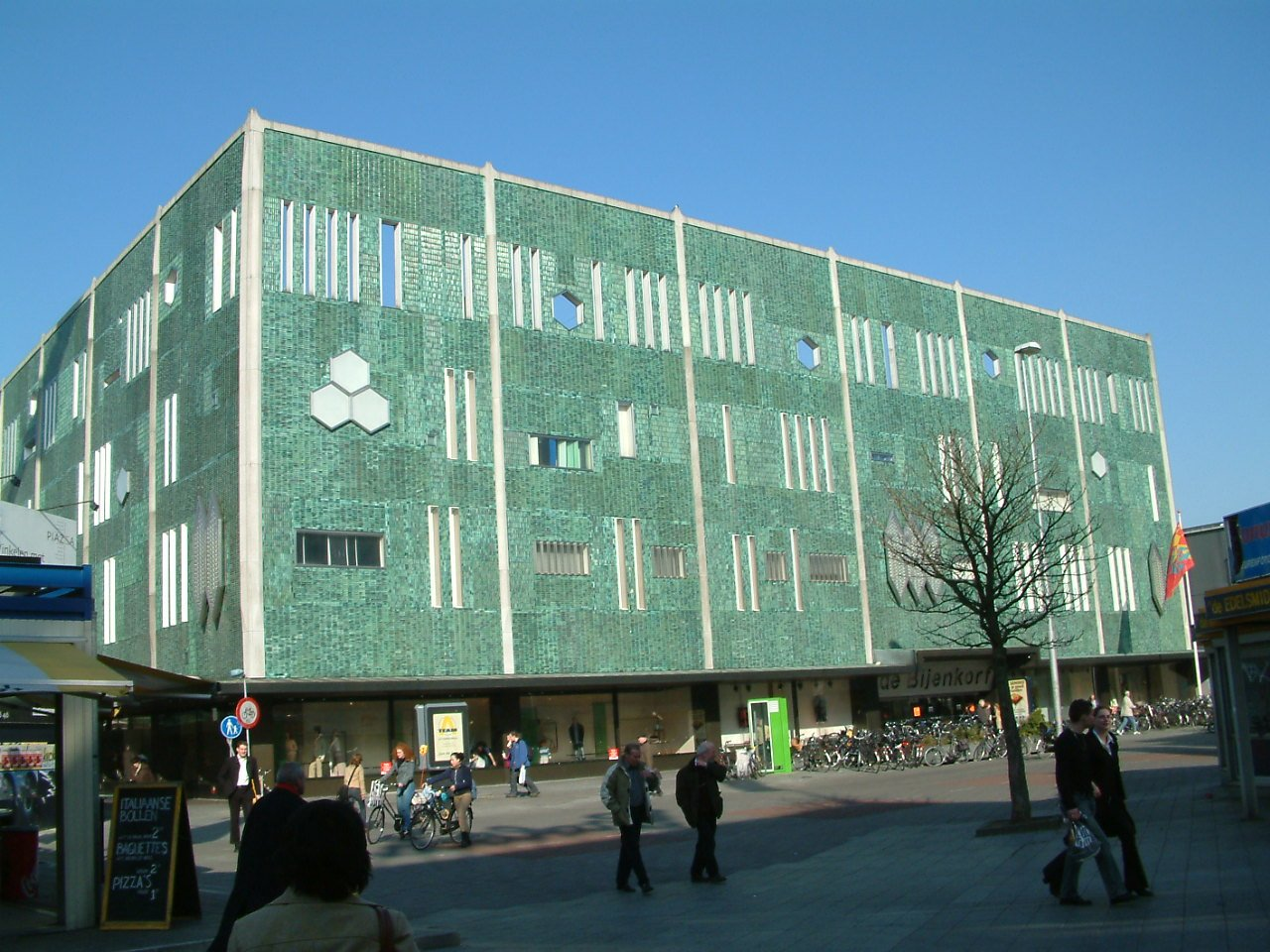
De Bijenkorf in Eindhoven
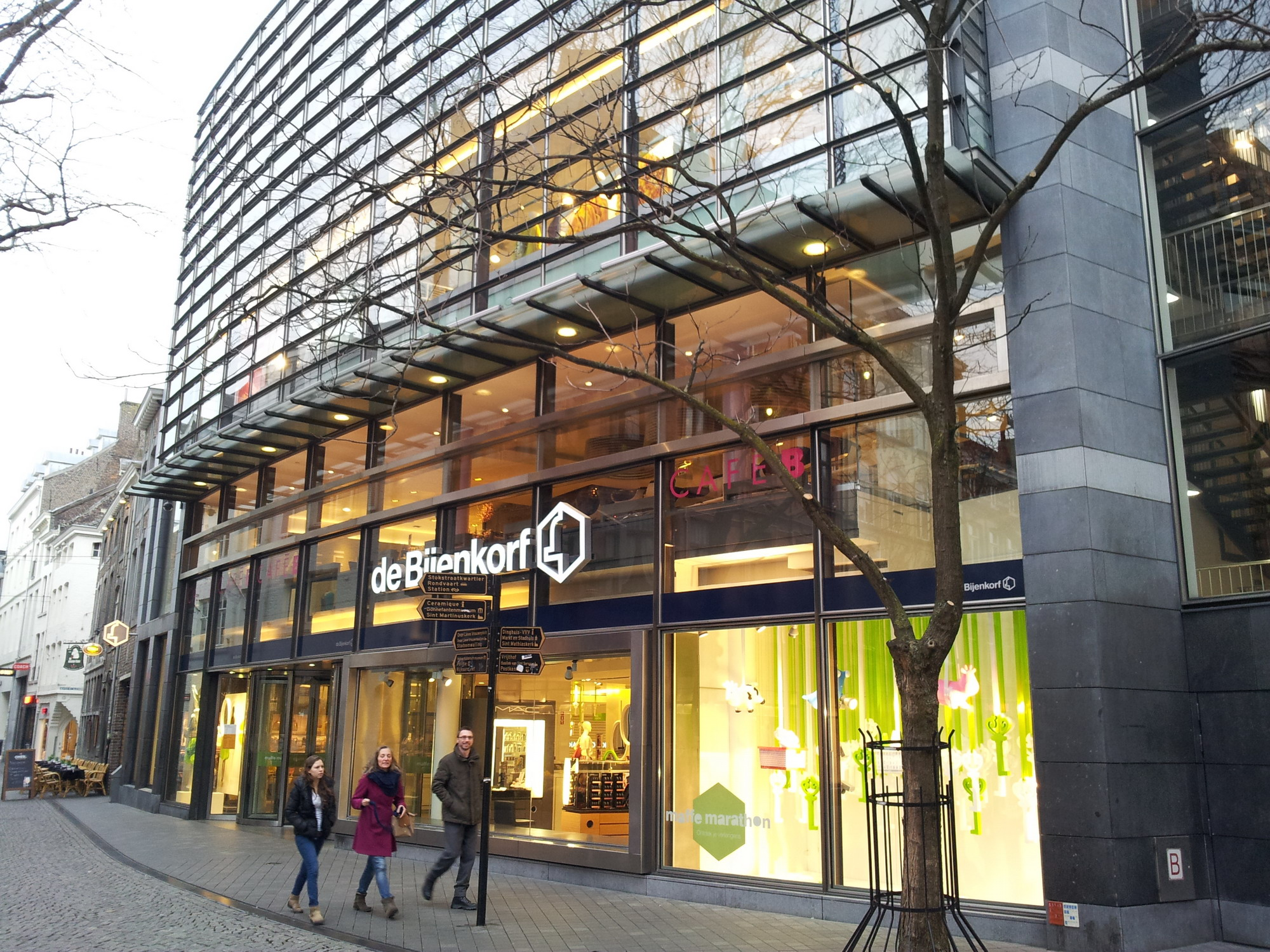
De Bijenkorf in Maastricht